# Petey Greene
Ralph Waldo «Petey» Greene, Jr. (23 de enero de 1931 – 10 de enero de 1984) fue un presentador de radio y en parte actor de talk show estadounidense. Ganó dos veces el Emmy, Greene paso de ser un adicto a las drogas (con una condena por robar a mano armada) para convertirse una de las personalidades más prominentes de los medios de comunicación de Washington D. C.. En la radio, hablaba sobre temas como el racismo de los estadounidenses contra los negros, la pobreza, las drogas y acontecimientos actuales.

## Biografía
Ralph Waldo conocido como Petey Greene nació en Washington D. C., hijo de Ralph Waldo Greene, Sr. y Margaret Floyd. Greene (padre) era un estafador y un criminal, además era un padre ausente. Petey Greene fue criado en la pobreza, y fue criado por su abuela materna, Maggie "tía Pig" Floyd, en la calle 23 en Washington D. C.
Greene hizo sus estudios en la Stevens Elementary School y Cardozo Senior High School ambas de Washington, pero abandonó la escuela secundaria en el noveno grado. Queriendo escapar de la pobreza, Greene se alistó en el Ejército de Estados Unidos en 1951. Su período de servicio en el ejército fue durante la época de la guerra de Corea, su tarea era de médico para los soldados heridos. Cuando regresó a Washington, se convirtió en un adicto a drogas y alcohol.

### En prisión
En junio de 1960, fue declarado culpable de robo a mano armada en una tienda de comestibles, fue condenado a diez años en el Reformatorio de Lorton en el Condado de Fairfax, Virginia. Allí se convirtió en disc jockey, así se hizo muy popular y muy querido por otros presos. Su locuacidad pronto le resultó beneficiosa en otros aspectos. En mayo de 1966, Greene persuadió a un recluso que había subido a la torre de agua y amenazaba con suicidarse, de tal modo que Greene fuera capaz de «salvar su vida» convenciéndolo de que bajara. Este hecho, combinado con su buena conducta general, le permitió una reducción de la pena y salir en libertad condicional a la semana siguiente.

### Carrera en radio, televisión y éxito
En verano del 1965, fue contratado por Dewey Hughes para trabajar como disc jockey en la emisora de radio AM WOL y anfitrión de su propio programa, Rapping with Petey Greene (rapeando con Petey Greene), que fue presentada en Washington D. C. área metropolitana a lo largo de la década de 1960 y principios de 1970. Su importancia en esa radio fue creciendo, y pronto encontró su propio programa de televisión, Washington Petey Greene, que duró desde 1976 hasta 1982 en WDCA y BET. Washington Petey Greene finalmente se le otorgó a Greene el Emmy en dos ocasiones. El 8 de marzo de 1978, fue invitado a la Casa Blanca por el entonces presidente Jimmy Carter, en honor a la visita del presidente yugoslavo Josip Broz Tito. Bromeó con el periódico Washington Post por "robar" una cuchara durante la gala de la noche.

## Activismo
Aparte de ser una destacada personalidad de radio y televisión, Greene fue también un activista sobre los derechos civiles de los negros, uniéndose a las Naciones Unidas Organización de Planificación, además de fundar la The Ralph Waldo Greene Community Center and Efforts for Ex-Convicts (centro de comunidad y esfuerzos de ex-convictos), una organización dedicada a ayudar a los presos que salen de prisión a incorporarse a la sociedad y para promover la reforma penitenciaria. Se manifestaron contra la pobreza y el racismo en sus espectáculos y en las calles, participando en manifestaciones durante el apogeo de su popularidad, tales como hablar en la Universidad de Georgetown en 1968 por su oposición a la guerra de Vietnam.

## Fallecimiento
En 1982, a Greene le fue diagnosticado un cáncer en el hígado después de muchos años de alcoholismo crónico. A causa del cáncer de Greene su carrera como la radio y su personalidad de la televisión terminó. Greene murió de cáncer de hígado el 10 de enero de 1984, trece días antes de su cumpleaños n.º 53. Alrededor de 10 000 de dolientes en fila fuera de la Unión de Union Wesley AME Zion Church para rendirle un último homenaje.

## Legado
En 2003 se publica la autobiografía de Greene titulada Laugh If You Like, Ain't a Damn Thing Funny. El libro es el resultado de conversaciones grabadas entre él y el autor Lurma Rackley.
Greene fue interpretado por Don Cheadle en la película de 2007 Talk To Me, la película se basa en su vida y carrera. Greene fue también recientemente retratado en un episodio de la serie de Public Broadcasting Service Independent Lens titulado "ADJUST YOUR COLOR: The Truth of Petey Greene".